# Outurbi
Outurbi /Uturĭbi, = 'turibi people' ; Coregonus artedii, riba poznata u eng. jeziku kao  'cisco'  ili  'lake herring' , široko rasprostranjena po jezerima Ontario i Erie i po po jezerima New Yorka,/ pleme ili banda pravih Algonquin Indijanaca nekad naseljeni u Kanadi sjeverno od jezera Nipissing, a lutali su sve do Hudson Baya. U izvorima se spominju i kao Otaulubis i Outouloubys.

## Vanjske poveznice
- Algonkin History  Arhivirana inačica izvorne stranice od 7. siječnja 2005. (Wayback Machine)